# Clythrocerus
Clythrocerus is een geslacht van kreeftachtigen uit de klasse van de Malacostraca (hogere kreeftachtigen).

## Soorten
- Clythrocerus bidentatus O. Campos & Melo, 1999
- Clythrocerus carinatus Coelho, 1973
- Clythrocerus edentatus Garth, 1966
- Clythrocerus granulatus (Rathbun, 1898)
- Clythrocerus moreirai Tavares, 1993
- Clythrocerus nitidus (A. Milne-Edwards, 1880)